# Mario Vicini

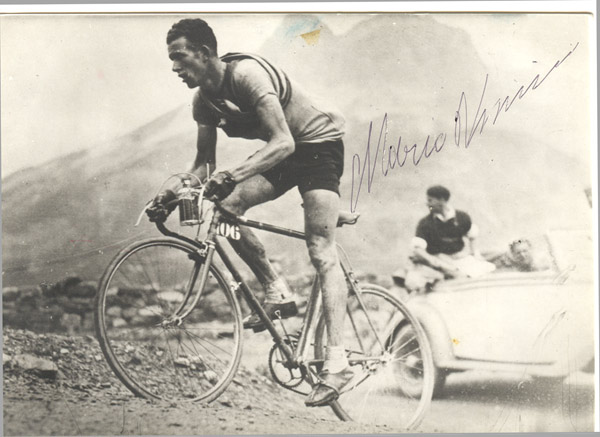
Mario Vicini (1937)

Mario Vicini (* 21. Februar 1913 in Martorana di Cesena; † 6. Dezember 1995 ebenda) war ein italienischer Radrennfahrer.
Mario Vicini war ein vielseitiger Sportler; er betrieb neben Radsport auch Leichtathletik, Fußball und Hockey. 1935 wurde er Profi-Radrennfahrer und gewann den Gran Premio Città di Camaiore. 1938 gewann er den Giro di Toscana und 1939 den Giro del Lazio, im selben Jahr wurde er italienischer Meister im Straßenrennen.
Achtmal startete Vicini beim Giro d’Italia. 1938 gewann er eine Etappe und trug einen Tag lang das Maglia Rosa, 1939 wurde er Dritter. 1940 gewann er zwei Etappen und wurde Vierter, 1947 Siebter.
Zweimal fuhr Vicini, der als Bergspezialist galt, die Tour de France. 1937 erreichte er als Erster den Col d’Allos,  belegte Platz zwei in der Gesamtwertung hinter Roger Lapébie und Platz zwei in der Bergwertung. 1938 wurde er Sechster.
Nach seinem Rücktritt vom Radsport begründete Vicini 1952 in seinem Heimatort Cesena eine Fahrradproduktion, die noch heute besteht und in Familienbesitz ist. Zu seinen Ehren wird in Cesena jährlich das Memorial Mario Vicini ausgetragen.